# إدوين بيكون أكونغ
إدوين سيدني بيكون-أكونغ (بالإنجليزية: Edwin Picon-Ackong)‏ (ولد في 4 تشرين الثاني/نوفمبر 1940) هو حكم كرة قدم حكم من موريشيوس متقاعد. ومن المعروف أنه حكم مباراة واحدة في 1986 كأس العالم لكرة القدم في المكسيك بين العراق وباراغواي. تسببت هذه المباراة في جدل حيث فجر بيكون-أكونغ صافرة الشوط الثاني نصف ثانية قبل أن يسدد رأسية مهاجم العراق أحمد راضي على الشباك، واستبعد الهدف. تلقى بيكون-أكونغ الكثير من الانتقادات لإطلاقه صفارة الحكم عندما كان للعراق فرصة كبيرة في تسجيل الأهداف.

## الجدل حول الغاء هدف منتخب العراق ضد بارغواي في كأس العالم 1986
كان منتخب العراق يستعد لتنفيذ ركلة زاوية وما ان نفذها اللاعب العراقي وهي بالهواء في طريقها لرأس مهاجم منتخب العراق أحمد راضي الذي اسكنها الشباك حتى أطلق الحكم صافرة انتهاء الشوط الأول مما اثار أمتعاض وشكوك الجميع حول الدافع لانهاء الشوط الأول في هذا الوقت بالذات فقد كان ممكنا ان ينهي الشوط قبل الاستعداد لتنفيذ الركلة أو انتظار الانتهاء من تنفيذها لينزه نفسه وذمته من الشكوك. وهي حادثة فريدة في كل نهائيات كأس العالم والذي أثار الشكوك حولها وجود رئيس كونميبول اتحاد أمريكا الجنوبية لكرة القدم من دولة باراغواي.